# Impatiens macroptera
Impatiens macroptera är en balsaminväxtart som beskrevs av Joseph Dalton Hooker. Impatiens macroptera ingår i släktet balsaminer, och familjen balsaminväxter. Inga underarter finns listade i Catalogue of Life.